# Afife Jale

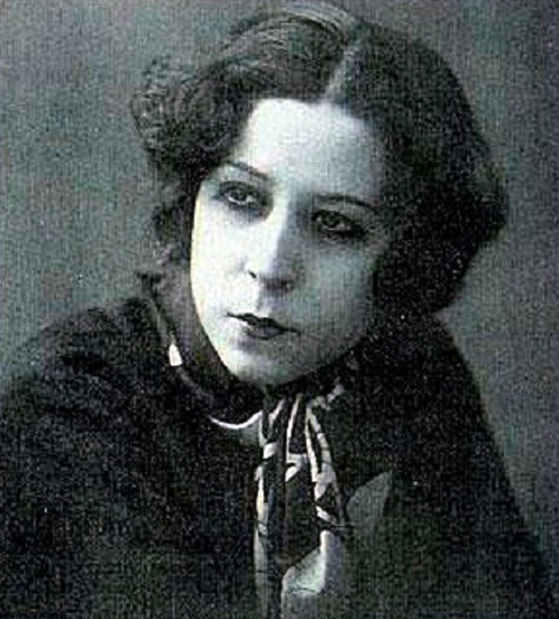
Afife Jale

Afife Jale (* 1902 in Istanbul; † 24. Juli 1941 ebenda) war eine türkische Theaterschauspielerin. Sie war die erste muslimische Schauspielerin der Türkei.

## Leben
Jale wurde 1902 als Tochter von Hidayet Bey und Methiye Hanım geboren. Sie hatte einen Bruder und eine Schwester. Jale besuchte die Berufsschule für Mädchen in Istanbul und wollte anschließend Schauspielerin werden. Doch muslimischen Frauen war es im Osmanischen Reich traditionell verboten, zu schauspielern. Nur nicht-muslimische Frauen der griechischen, armenischen oder jüdischen Minderheiten durften auftreten. Auch der Vater war gegen eine Karriere am Theater, weil er glaubte, dass dies  unseriös sei und gegen die Regeln des Islam verstoße. Jale riss daraufhin von zu Hause aus und begann 1918 ein Praktikum am Darülbedayi-Theater. Das staatliche Konservatorium bot dort einen Kurs für muslimische Schauspielerinnen an, die nur vor weiblichem Publikum auftreten sollten.
Ihr Debüt gab Jale 1920 als „Emel“ im Theaterstück Yamalar von Hüseyin Suat im Apollon-Theater in Kadıköy. Jale hatte mitgeprobt, sollte aber eigentlich nicht auftreten. Doch die Rolle wurde vakant, als die armenische Schauspielerin Eliza Binemeciyan auswanderte. Afife übernahm und wählte den Künstlernamen „Jale“. Sie behielt ihn zeit ihres Lebens bei. Jale war damit die erste muslimische Schauspielerin ihres Landes. Zwei Mal musste Jale von ihren nichtmuslimischen Kolleginnen versteckt werden, weil es während des Stückes Polizei-Razzien gab. Mehrfach wurde die Theaterleitung gewarnt, man werde das Theater schließen, wenn Musliminnen auftreten würden. Die beiden Direktoren wurden sogar festgenommen.  Immer wieder wurde Jale beschimpft und tätlich angegriffen.
1921 erließ das Innenministerium ein Reskript, das es muslimischen Schauspielerinnen gesetzlich verbot, aufzutreten. Jale musste ihre Stelle aufgeben und spielte in der Folgezeit nur gelegentlich unter wechselnden Namen. Trotz der Engagements hatte Jale allerdings große finanzielle Probleme und litt häufig unter starken Kopfschmerzen. Ein Arzt empfahl ihr daraufhin eine Morphiumtherapie, die zu einer Abhängigkeit führte.
Mit dem Ende des Osmanischen Reiches hob Mustafa Kemal Atatürk 1923 auch die Beschränkungen für Schauspielerinnen auf. Jale hatte wieder regelmäßige Engagements und trat mit der Neuen Theatergruppe („Yeni Tiyatro Topluluğu“) auf der Bühne in Kadıköy auf. Außerdem tourte sie mit der Burhanettin-Tepsi-Kompanie („Burhanettin Tepsi Kumpanyası“) und der Nationalen Bühne („Milli Sahne“) von Fikret Şadi durch Anatolien. Doch der Drogenkonsum griff ihre Gesundheit an und führte schließlich dazu, dass sie ihren Beruf aufgeben musste. Afife Jale verarmte nach dem Ende ihrer Theaterkarriere.
1928 traf sie den Tanbur-Spieler Selahattin Pınar (1902–1960) bei einem klassischen Konzert. Das Paar heiratete 1929 und bezog im Istanbuler Stadtteil Fatih eine Wohnung. Doch die Ehe stand unter keinem glücklichen Stern. Die Beziehung litt unter Jales Morphiumabhängigkeit und so ließ sich das Paar schon 1935 wieder scheiden. Selahattin Pınar komponierte einige klassische Stücke, in denen er seine Beziehung zu seiner Frau verarbeitete.
Irgendwann ging es Jale so schlecht, dass Freunde sie in eine psychiatrische Klinik in Bakırköy brachten. Dort verlebte sie ihre letzten Jahre und starb 1941. Ihre Grabstätte ist heute unbekannt.

## Posthume Ehrungen
1987 schrieb der Journalist Nezihe Araz (1922–2009) das Theaterstück Afife Jale, das auch verfilmt wurde. Jales Leben wurde zwei Mal verfilmt: 1987 führte Şahin Kaygun Regie im Film Afife Jale und 2008 verfilmte Ceyda Aslı Kılıçkıran Kilit. In beiden Filmen verkörperte Müjde Ar die Schauspielerin.
Im Dezember 1998 wurde das zeitgenössische Ballettstück Afife von Turgay Erdener vom türkischen Staatsballett uraufgeführt. Die Choreografie stammte von Beyhan Murphy. 2012 wurde das Stück erneut im Süreyya-Opernhaus aufgeführt.
2000 wurde das Musikalbum Afife mit klassischen Stücken von der Sopranisten Selva Erdener veröffentlicht. Die Musik wurde vom Tschaikowsky-Symphonieorchester des Moskauer Rundfunks eingespielt.
2004 drehte Can Dündar den Dokumentarfilm Yüzyılın aşkları: Afife ve Selahattin, der die Beziehung von Jale und Pınar beleuchtete.
Im Istanbuler Stadtviertel Ortaköy wurden das „Afife Jale Kültür Merkezi“ (Afife-Jale-Kulturzentrum) und die Afife Jale Sahnesi (Afife-Jale-Bühne) nach ihr benannt. Außerdem wurde das Theater der Çukurova Üniversitesi in Adana nach ihr benannt.
Seit 1997 wird jährlich der Afife-Theaterpreis vergeben.